# Esiliiga 2021
Die Esiliiga 2021 war die 31. Spielzeit der zweithöchsten estnischen Fußball-Spielklasse der Herren. Sie begann am 4. März und endete am 20. November 2021.

## Modus
Die Liga umfasste wie in der Vorsaison zehn Teams. Dabei traten die Mannschaften zunächst an 27 Spieltagen jeweils drei Mal gegeneinander an. Danach wurde die Liga in drei Abschnitte unterteilt. Die ersten vier spielten um den Aufstieg, die letzten vier gegen den Abstieg. Hierbei traten die Mannschaften noch einmal gegeneinander an.
Der Tabellenerste stieg direkt in die Meistriliiga auf, der Zweitplatzierte spielte in der Relegation gegen den Neunten der Meistriliiga um den Aufstieg. U-21 Teams waren nicht aufstiegsberechtigt. Der Letzte und Vorletzte stiegen in die drittklassige Esiliiga B ab, der Achte musste in die Relegation gegen den Abstieg.

## Vereine
JK Tallinna Kalev war aus der Meistriliiga abgestiegen. Aus der Esiliiga B kamen Paide Linnameeskond U-21 und Tartu JK Welco hinzu.
| Verein                   | Stadt   | Stadion              | Kapazität |
| ------------------------ | ------- | -------------------- | --------- |
| FC Flora Tallinn U-21    | Tallinn | A. Le Coq Arena      | 10.5000   |
| FC Levadia Tallinn U-21  | Tallinn | Maarjamäe staadion   | 1.000     |
| JK Tallinna Kalev        | Tallinn | Kalevi Keskstaadion  | 11.5000   |
| Tartu JK Welco           | Tartu   | Tamme staadion       | 1.600     |
| JK Tammeka Tartu U-21    | Tartu   | Sepa staadion        | 0508      |
| FC Elva                  | Elva    | Elva linnastaadion   | 0400      |
| Maardu Linnameeskond     | Maardu  | Maardu linnastaadion | 1.000     |
| Pärnu JK                 | Pärnu   | Pärnu Rannastaadion  | 1.501     |
| FC Nõmme United          | Nõmme   | Männiku staadion     | 1.000     |
| Paide Linnameeskond U-21 | Paide   | Paide linnastaadion  | 0500      |

## Reguläre Saison
| Pl. | Verein                       | Sp. | S  | U | N  | Tore    | Diff. | Punkte |
| --- | ---------------------------- | --- | -- | - | -- | ------- | ----- | ------ |
| 1.  | Maardu Linnameeskond         | 27  | 21 | 3 | 3  | 092:290 | +63   | 66     |
| 2.  | JK Tallinna Kalev (A)        | 27  | 19 | 7 | 1  | 071:310 | +40   | 64     |
| 3.  | Paide Linnameeskond U-21 (N) | 27  | 16 | 3 | 8  | 079:450 | +34   | 51     |
| 4.  | FC Nõmme United              | 27  | 12 | 5 | 10 | 074:550 | +19   | 41     |
| 5.  | FC Flora Tallinn U-21        | 27  | 11 | 6 | 10 | 038:470 | −9    | 39     |
| 6.  | FC Elva                      | 27  | 9  | 2 | 16 | 042:540 | −12   | 29     |
| 7.  | FCI Levadia Tallinn U-21     | 27  | 8  | 5 | 14 | 045:720 | −27   | 29     |
| 8.  | Pärnu JK                     | 27  | 7  | 4 | 16 | 033:570 | −24   | 25     |
| 9.  | JK Tammeka Tartu U-21        | 27  | 6  | 5 | 16 | 040:750 | −35   | 23     |
| 10. | Tartu JK Welco (N)           | 27  | 4  | 4 | 19 | 026:780 | −52   | 16     |

Platzierungskriterien: 1. Punkte – 2. zugesprochene Siege – 3. Siege – 4. Direkter Vergleich (Punkte, Tordifferenz, geschossene Tore) – 5. Tordifferenz – 6. geschossene Tore – 7. Fair-Play
| (A) | Absteiger aus der Meistriliiga 2020 |
| (N) | Neuaufsteiger aus der Esiliiga B    |

## Endrunde
| Pl. | Verein                       | Sp. | S  | U | N  | Tore    | Diff. | Punkte |
| --- | ---------------------------- | --- | -- | - | -- | ------- | ----- | ------ |
| 1.  | Maardu Linnameeskond R       | 30  | 23 | 4 | 3  | 099:300 | +69   | 73     |
| 2.  | JK Tallinna Kalev (A)        | 30  | 21 | 8 | 1  | 078:320 | +46   | 71     |
| 3.  | Paide Linnameeskond U-21 (N) | 30  | 17 | 3 | 10 | 085:560 | +29   | 54     |
| 4.  | FC Nõmme United              | 30  | 12 | 5 | 13 | 079:670 | +12   | 41     |
|     |                              |     |    |   |    |         |       |        |
| 5.  | FC Flora Tallinn U-21        | 27  | 11 | 6 | 10 | 038:470 | −9    | 39     |
| 6.  | FC Elva                      | 27  | 9  | 2 | 16 | 042:540 | −12   | 29     |
|     |                              |     |    |   |    |         |       |        |
| 7.  | FCI Levadia Tallinn U-21     | 30  | 10 | 5 | 15 | 052:770 | −25   | 35     |
| 8.  | Pärnu JK                     | 30  | 8  | 5 | 17 | 038:610 | −23   | 29     |
| 9.  | JK Tammeka Tartu U-21        | 30  | 6  | 7 | 17 | 043:820 | −39   | 25     |
| 10. | Tartu JK Welco (N)           | 30  | 5  | 5 | 20 | 030:780 | −48   | 20     |

Platzierungskriterien: 1. Punkte – 2. zugesprochene Siege – 3. Siege – 4. Direkter Vergleich (Punkte, Tordifferenz, geschossene Tore) – 5. Tordifferenz – 6. geschossene Tore – 7. Fair-Play
| (A) | Absteiger aus der Meistriliiga 2020 |
| (N) | Neuaufsteiger aus der Esiliiga B    |

## Relegation
Aufstieg
|                   | Gesamt |                  | Hinspiel | Rückspiel |
| ----------------- | ------ | ---------------- | -------- | --------- |
| JK Tallinna Kalev | 0:3    | JK Tammeka Tartu | 0:0      | 0:3       |

Beide Vereine wären in ihren jeweiligen Ligen verblieben. Durch die finanziellen Rückzüge von JK Tulevik Viljandi aus der Meistriliiga und dem Esiliigameister und damit eigentlich direkten Aufsteiger Maardu Linnameeskond stieg JK Tallinna Kalev dennoch auf.
Abstieg
|                        | Gesamt |          | Hinspiel | Rückspiel |
| ---------------------- | ------ | -------- | -------- | --------- |
| FC Lootus Kohtla-Järve | 4:1    | Pärnu JK | 4:1      | 0:0       |

Pärnu JK hätte eigentlich in die Esiliiga B absteigen müssen. Durch den finanziellen Rückzug des Esiliigameisters Maardu Linnameeskond hielt Pärnu JK jedoch die Klasse.

## Torschützenliste
| Pl. | Name              | Mannschaft               | Tore |
| --- | ----------------- | ------------------------ | ---- |
| 01. | Robi Saarma       | FC Nõmme United          | 28   |
| 02. | Ats Purje         | JK Tallinna Kalev        | 24   |
| 03. | Witali Gussew     | Maardu Linnameeskond     | 21   |
| 04. | Wadim Aksjonow    | Maardu Linnameeskond     | 16   |
| 04. | Kristofer Piht    | Paide Linnameeskond U-21 | 16   |
| 06. | Roman Sobtschenko | Maardu Linnameeskond     | 15   |
| 07. | Ilja Selentsow    | Maardu Linnameeskond     | 13   |
| 08. | Silard Simanis    | Pärnu JK                 | 12   |
| 08. | Lars-Indrek Aigro | FC Nõmme United          | 12   |